# Долманово
Долманово — деревня в Окуловском муниципальном районе Новгородской области, относится к Кулотинскому городскому поселению.
Деревня расположена в 4 км от Кулотино. Расстояние до административного центра района — города Окуловка — 13 км на северо-восток.
| 2010 |
| ---- |
| 13   |

## История
В соответствии с постановлением Правительства Российской Федерации № 698 от 24 сентября 2002 года, вновь образованной деревне присвоено наименование «Долманово».
Название деревне дал здешний фермер, бывший моряк-подводник, вынужденный переселенец из города Силламяэ в Эстонии — Алексей Данилов в честь своего прадеда. До 2005 года новая деревня относилось к Полищенскому сельсовету, а затем, после упразднения сельсовета и объединения с Кулотинской поселковой администрацией в результате муниципальной реформы, Долманово — один из населённых пунктов Кулотинского городского поселения.

## Экономика
Основу экономики деревни составляет фермерское хозяйство Даниловой И. Г. В 2005 году в хозяйстве было
23 головы крупного рогатого скота, около 50 свиней, 100 кур-несушек и 300 бройлеров
,